# Camp Cropper
Camp Cropper war ein Hochsicherheitsgefängnis im Victory Base Complex in der Nähe des internationalen Flughafens Bagdad im Irak, das von der US Army betrieben wurde.
Im Vergleich zu dem aus den Medien bekannten Gefängnis Abu Ghuraib waren in diesem Gefängnis weit weniger Gefangene untergebracht. Dort befanden sich vor allem Gefangene, die nach Ansicht der US-Regierung sehr wertvoll waren, wie z. B. bis zu seiner Hinrichtung der ehemalige irakische Präsident Saddam Hussein.
Im Juni 2004 hatte das Verteidigungsministerium der Vereinigten Staaten einen Bericht der New York Times bestätigt, wonach der damalige CIA-Chef George Tenet die Erlaubnis von US-Verteidigungsminister Donald Rumsfeld bekam, „einen Gefangenen“ geheim in Camp Cropper zu internieren. Das Internationale Komitee vom Roten Kreuz war nicht in der Lage, seinen Zustand zu kontrollieren, im Widerspruch zu den Genfer Konventionen. Rumsfeld behauptete später, dass der Gefangene human behandelt worden sei.
Im Sommer 2010 wurde die Liegenschaft an die irakische Regierung übergeben und in „Karkh-Gefängnis“ umbenannt.